# (16262) Rikurtz
(16262) Rikurtz (2000 JR32) – planetoida z pasa głównego asteroid okrążająca Słońce w ciągu 5,34 lat w średniej odległości 3,05 j.a. Odkryta 7 maja 2000 roku.